# (2657) Bashkiria
(2657) Bashkiria es un asteroide perteneciente al cinturón de asteroides, descubierto el 23 de septiembre de 1979 por Nikolái Stepánovich Chernyj desde el Observatorio Astrofísico de Crimea (República de Crimea).

## Designación y nombre
Designado provisionalmente como 1979 SB7. Fue nombrado Bashkiria en homenaje a Baskortostán (república de la Federación Rusa).